# Can Cortès (Palau-solità i Plegamans)
Can Cortès és una masia de Palau-solità i Plegamans (Vallès Occidental) protegida com a bé cultural d'interès local.

## Descripció
Masia de planta basilical, amb el cos central més alt que els laterals. A la façana s'hi distingeixen tres nivells: planta baixa, primer pis i golfes. A la planta baixa hi ha dos portals d'arc de mig punt adovellats; Al primer pis hi ha tres finestres rectangulars de diferents mides i treballades als ampits i llindes excepte la que es troba més a l'esquerra que no té ampit però la llinda presenta tres arquets de mig punt. A les golfes, sota la teulada, hi ha una finestra rectangular amb brancals de carreus de pedra ben escairats, ampit i llinda amb la data de 1678 inscrita.

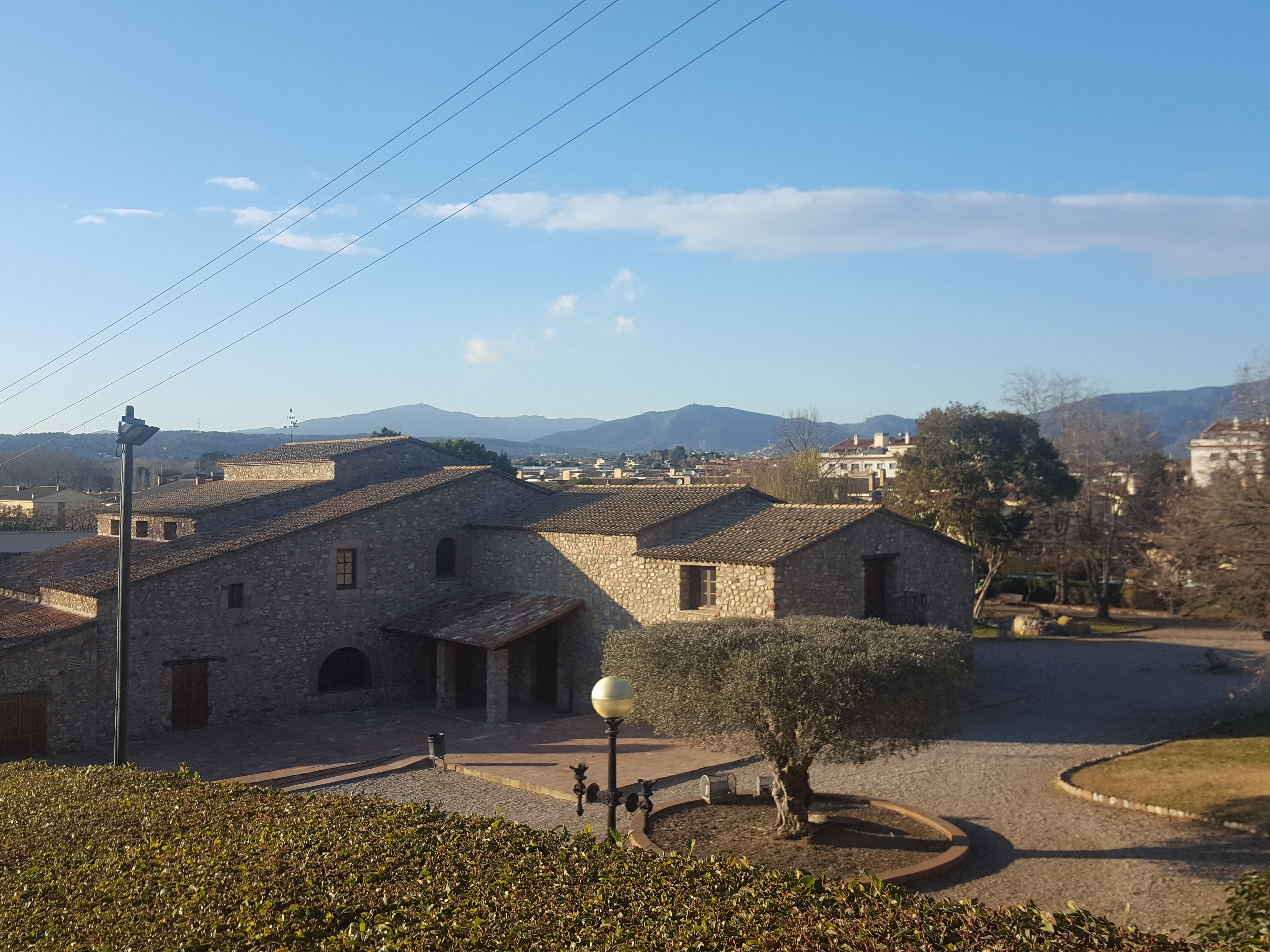
Vista de Can Cortés des de l'Av.Catalunya

La teulada és a dues vessants i a dos nivells, amb carener perpendicular a la façana i ràfec de dues filades de teules. Una portalada rectangular, més o menys emmarcada i amb porxada a dues vessants, tanca el mur de còdols i reble que envolta el pati davanter de la masia.
La finestra d'incidència d'estil gòtic, és de mida més petita i estreta que les finestres rectangulars. Es troba també emmarcada, no té ampit però la llinda està treballada amb la representació de tres arquets que volen donar la figuració tipològica d'una finestra coronella, però li manquen les fines columnes de separació. Presenta una petita insinuació de motllura d'imposta.

## Història
Segons la informació que ens donen les datacions de les llindes, podem establir alguns criteris sobre la història de la masia; d'una banda hi ha la data de 1678 (a la finestra dreta del primer pis), d'altra la de 1702 (a la finestra del segon pis), i a més a més, el nom del propietari: Jeroni Cortès. Es va remodelar entre els anys 1990 i 1992 mitjançant una Escola Taller amb l'aportació del Fons Social Europeu.
Abans de la restauració, hi havia un mur de còdols i roure que envoltava el pati davanter de la casa, amb una portalada rectangular sota d'una porxada de dues vessants. Actualment allotja la Casa de Cultura (que compren el Museu Parroquial, la Biblioteca Municipal i un auditori).